# Michigan 500 1994
Marlboro 500 1994 var ett race som var den tionde deltävlingen i PPG IndyCar World Series 1994. Racet kördes den 31 juli på Michigan International Speedway. Scott Goodyear upprepade sin triumf från 1992 i ett race där de allra flesta förarna drabbades av tekniska problem. Arie Luyendyk slutade tvåa, medan Dominic Dobson tog sin enda pallplats i sin CART-karriär tack vare att han blev trea. Trots att mästerskapsledaren Al Unser Jr. tvingades bryta så drygade han ut sin mästerskapsledning, eftersom han var den förare som körde åttonde flest varv. Kollegan i Marlboro Team Penske; Emerson Fittipaldi klassificerades som tia efter ett motorhaveri 22 varv tidigare.

## Slutresultat
| Plats | Förare             | Team                     | Grid | Kvaltid |
| ----- | ------------------ | ------------------------ | ---- | ------- |
| 1     | Scott Goodyear     | Budweiser King Racing    | 12   | 31,742  |
| 2     | Arie Luyendyk      | Indy Regency Racing      | 26   | 33,016  |
| 3     | Dominic Dobson     | PacWest Racing           | 9    | 31,552  |
| 4     | Teo Fabi           | Jim Hall Racing          | 8    | 31,490  |
| 5     | Mark Smith         | Walker Racing            | 25   | 32,704  |
| 6     | Hiro Matsushita    | Dick Simon Racing        | 20   | 32,315  |
| 7     | Willy T. Ribbs     | Walker Racing            | 23   | 32,600  |
| 8     | Al Unser Jr.       | Marlboro Team Penske     | 14   | 31,806  |
| 9     | Raul Boesel        | Dick Simon Racing        | 2    | 30,945  |
| 10    | Emerson Fittipaldi | Marlboro Team Penske     | 7    | 31,481  |
| 11    | Marco Greco        | Arciero Racing           | 15   | 31,825  |
| 12    | Scott Sharp        | PacWest Racing           | 18   | 32,182  |
| 13    | Robby Gordon       | Walker Racing            | 4    | 31,216  |
| 14    | Stefan Johansson   | Bettenhausen Motorsports | 6    | 31,472  |
| 15    | Maurício Gugelmin  | PacWest Racing           | 16   | 31,863  |
| 16    | Paul Tracy         | Marlboro Team Penske     | 11   | 31,742  |
| 17    | Jeff Wood          | Euromotorsport           | 28   | 34,017  |
| 18    | Mario Andretti     | Newman/Haas Racing       | 5    | 31,258  |
| 19    | Ross Bentley       | Dale Coyne Racing        | 27   | 34,281  |
| 20    | Jacques Villeneuve | Forsythe/Green Racing    | 10   | 31,604  |
| 21    | Eddie Cheever      | A.J. Foyt Enterprises    | 19   | 32,253  |
| 22    | Michael Andretti   | Chip Ganassi Racing      | 3    | 30,962  |
| 23    | Adrián Fernández   | Galles Racing            | 13   | 31,801  |
| 24    | Buddy Lazier       | Leader Cards Racing      | 21   | 32,394  |
| 25    | Jimmy Vasser       | Hayhoe Racing            | 17   | 32,028  |
| 26    | Nigel Mansell      | Newman/Haas Racing       | 1    | 30,804  |
| 27    | Mike Groff         | Rahal-Hogan Racing       | 22   | 32,397  |
| 28    | Bobby Rahal        | Rahal-Hogan Racing       | 24   | 32,646  |